# Partido Psicodélico da Califórnia
O Partido Psicodélico da Califórnia foi um partido político de âmbito estadual criado na Califórnia, nos anos 60, por Timothy Leary.
Chegou a disputar uma eleição para o cargo de governador, lançando o próprio Timothy Leary como candidato. O partido intitulava-se como um partido hippie, embora sua doutrina seja hoje identificada com a Direita. Sua ideologia era basicamente libertária (liberal de direita), e tinha como propostas, o fim dos impostos, democracia direta através de eleições eletrônicas, ensino privatizado, reforma carcerária, com presídios auto-sustentáveis, distribuição entre a população dos eventuais lucros do Estado, descentralização política, administração estatal baseada nas empresas de sucesso.